# Руска-Кайня
Руска-Кайня (словац. Ruská Kajňa) — село и одноимённая община в районе Гуменне Прешовского края Словакии. В письменных источниках начинает упоминаться с 1582 года.

## География
Село расположено в юго-восточной части края, в долине реки Ольки, при автодороге 554. Абсолютная высота — 209 метров над уровнем моря. Площадь муниципалитета составляет 5,11 км².

## Население
| Год:                | 1994 | 2004     | 2014     | 2024    |
| ------------------- | ---- | -------- | -------- | ------- |
| Количество человек: | 169  | 134      | 111      | 100     |
| Разница:            |      | −20,71 % | −17,16 % | −9,90 % |

По данным последней официальной переписи 2011 года, численность населения Руска-Кайни составляла 114 человек.
Национальный состав населения (по данным переписи населения 2011 года):
| Национальность | Численность, человек |
| -------------- | -------------------- |
| словаки        | 74                   |
| русины         | 32                   |
| украинцы       | 2                    |
| не указана     | 3                    |